# Won Yun-jong

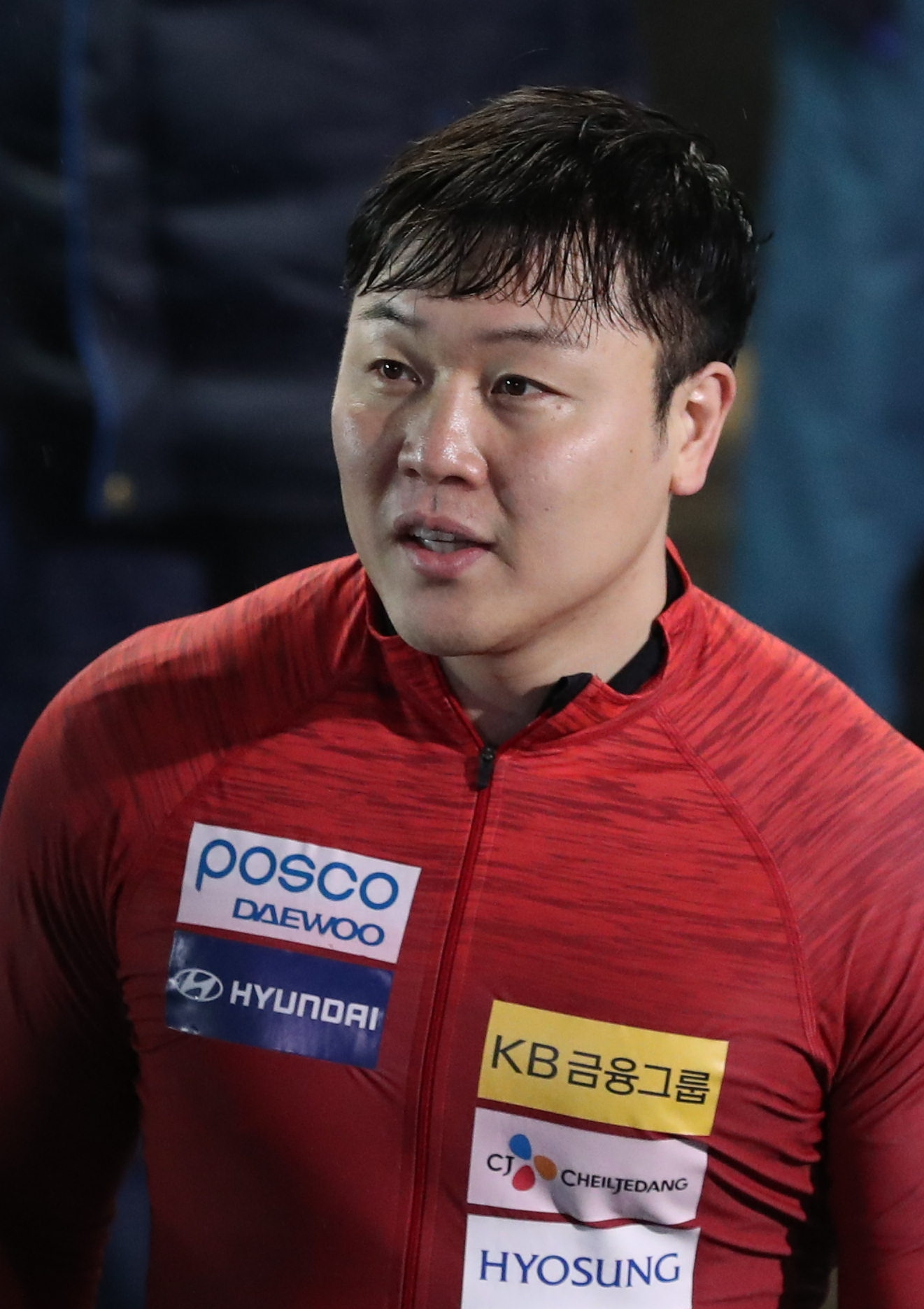
Won Yun-jong (2019)

Won Yun-jong, född den 17 juni 1985, är en sydkoreansk bobåkare. Han deltog vid olympiska vinterspelen 2014 och 2018 och vid invigningsceremonin bar han den gemensamma korenska flaggan tillsammans med nordkoreanskan Hwang Chung-gum.